# Брезје при Сенушах
Брезје при Сенушах (словен. Brezje pri Senušah) је насељено место у општини Кршко, Посавска регија, Словенија.

## Историја
До територијалне реорганизације у Словенији било је у саставу старе општине Кршко.

## Становништво
У попису становништва из 2011. године, Брезје при Сенушах је имало 89 становника.
| Број становника према пописима | Број становника према пописима | Број становника према пописима |
| ------------------------------ | ------------------------------ | ------------------------------ |
| 1991                           | 2002                           | 2011                           |
| 90                             | 80                             | 89                             |

Напомена: До 1953. исказивано под именом Брезје.